# Dvojné číslo (matematika)
Dvojná čísla jsou dvourozměrná komutativní algebra nad reálnými čísly, která je odlišná od komplexních čísel. Dvojné číslo má tvar {\displaystyle x+yj}, kde {\displaystyle x} a {\displaystyle y} jsou reálná čísla. Konstanta {\displaystyle j} je takové číslo, které splňuje {\displaystyle j^{2}=1}.
{\displaystyle {\sqrt {j}}\neq 1}